# حسین زکی
حسین زکی (انگلیسی: Hussein Zaky؛ زادهٔ ۱ مارس ۱۹۷۹) بازیکن هندبال اهل مصر بود.